# Valentin Nikiprowetzky
Pour les articles homonymes, voir Nikiprowetzky.
Valentin Nikiprowetzky, né le 15 avril 1919 à Odessa et mort le 19 décembre 1983 est un historien français.

## Biographie
Valentin Nikiprowetzky naît le 15 avril 1919 à Odessa dans une famille juive, mais s'installe à l'âge de trois ans avec ses parents à Marseille.
Il fait ses classes au lycée Thiers de Marseille, puis étudie à l'université d'Aix-en-Provence. Il fait une thèse de 3e cycle ès études helléniques en 1963, puis passe une thèse d'État en 1970.
En février 1979, il fait partie des 34 signataires de la déclaration rédigée par Léon Poliakov et Pierre Vidal-Naquet pour démonter la rhétorique négationniste de Robert Faurisson.
Il meurt le 19 décembre 1983.

## Publications

### Ouvrages
- La Troisième Sibylle, La Haye-Paris, Mouton, coll. « Études juives » (no 9), 1970, XII + 387 (BNF 35294611).
- Le Commentaire de l'Écriture chez Philon d'Alexandrie : son caractère et sa portée : observations philologiques, Leyde, Brill, coll. « Arbeiten zur Literatur und Geschichte des hellenistischen Judentums » (no 11), 1977, VIII + 293 (ISBN 90-04-04797-2, lire en ligne).
- Dir., De l'antijudaïsme antique à l'antisémitisme contemporain, Villeneuve-d'Ascq, Presses universitaires de Lille, coll. « Université Lille-III : histoire, histoire de l'art, archéologie », 1979, 290 p. (ISBN 2-85939-120-7).
- Études philoniennes, Paris, Le Cerf, coll. « Patrimoines : judaïsme », 1996, 332 p. (ISBN 2-204-05235-3).